# Удар прикладом
Удар прикладом — действие, направленное на поражение противника в ближнем бою. 

В средние века ударное Б. орудие, постепенно облегчаясь, перешло в почетное оружие (булава, шестопер). В настоящее время подобного оружия не употребляют, хотя и современная пехота в рукопашной схватке чаще действует прикладом, нежели штыком.
Удар прикладом правильно осуществляется затыльником либо углом приклада ручного огнестрельного оружия (винтовки/автомата, пистолета-пулемёта) путём выпрямления рук/руки, удерживающих оружие и поворота (либо подачи вперёд) тела, но в горячке боя может осуществляться просто как дубиной сверху вниз.
В первой четверти двадцатого века данное действие считалось вспомогательным, поскольку основное поражение наносилось выстрелом либо ударами штыка.
Основные разновидности ударов прикладом:
- Удар сбоку — наносится углом приклада в голову/бок противника. Удар выполняется путём разворота тела справа налево либо шага вперёд правой ногой с одновременным разгибанием правой руки (удерживающей шейку приклада). Применяется при столкновении с противником вплотную либо при отбиве им штыкового удара влево.
- Прямой удар затыльником приклада — наносится (затыльником приклада) вперёд от себя (иногда — с шагом на противника). Исходное положение для удара — оружие в положении, близком к горизонтальному, ствол занесен над левым плечом атакующего, приклад обращён к противнику.
- Вертикальный/траншейный удар прикладом — наносится выпрямлением удерживающей шейку приклада правой руки и подачей на себя левой. Исходное положение — винтовка/автомат удерживается почти вертикально (стволом вверх, прикладом вниз).

В Вооружённых силах России, имперского, советского и современного периодов времени обучение правильному применению ударов прикладом проводилось и проводится в системе физической подготовки военнослужащих.